# Ébreuil
Ébreuil é uma comuna francesa na região administrativa de Auvérnia-Ródano-Alpes, no departamento Allier. Estende-se por uma área de 23,43 km². Em 2010 a comuna tinha 1 298 habitantes (densidade: 55,4 hab./km²).